# Podomyrma basalis
Podomyrma basalis é uma espécie de formiga do gênero Podomyrma, pertencente à subfamília Myrmicinae.